# Los Tele-Rodríguez
Los Tele-Rodríguez va ser una sèrie de televisió d'Espanya dirigida per Mario Antolín, amb guions d'Arturo Ruiz-Castillo y Basala i emesa per la cadena TVE, entre febrer de 1957 i agost de l'any següent. Considerada la primera sèrie de televisió a Espanya, en estrenar-se tan sols quatre mesos després de l'inici de les emissions regulars del nou mitjà de comunicació al país.

## Argument
Precursora de les sitcom familiar a Espanya, la sèrie reflecteix la vida quotidiana d'una família de classe mitjana de la meseta espanyola, però que es diferencia de la resta per un detall: Ja tenen aparell de televisió. La seva vida canvia amb l'arribada de l'electrodomèstic.

## Intèrprets
- Mario Antolín
- María Fernanda D'Ocón
- Lola Gaos
- Luis Morris